# 1123 w polityce
Wydarzenia polityczne w 1123 roku.

## Wydarzenia
- Nieudana misja chrystianizacyjna Bernarda Hiszpana na Pomorzu (zorganizował i sfinansował ją Bolesław III Krzywousty)[1][2].

## Zmarli
- 9 lutego Otton Bogaty, hrabia Ballenstedt[3].
- 4 marca Piotr z Cava dei Tirreni, włoski święty[4].
- 29 sierpnia Eystein I Magnusson, król Norwegii[5].
- Henryk II, margrabia Miśni i Łużyc[6].
- Żelisław Złotoręki, polski rycerz[7].
- Ludwik Skoczek, niemiecki hrabia[8].